# Tokumu kikan
Tokumu kikan (Организация специальной службы) — разведывательная служба Императорской японской армии. Была создана в 1904 году разведчиком Акаси Мотодзиро во время русско-японской войны для проведения подрывной деятельности на вражеской территории Российской империи — поддержке сепаратистских и революционных движений. В 1919 году восстановлена во время Сибирского похода японской армии. Возглавлялась генерал-майором Такаянаги Ясутаро. Отделы работали в Омске и Хабаровске. После вывода японских войск из России была переведена в Японию. 
Перед началом и в течение Второй мировой войны, специализировалась на сборе разведывательной информации через агентурные источники и на подрывных действиях с использованием «пятой колонны». Её небольшие, хорошо обученные военно-гражданские элитные подразделения поддерживали действия Императорской японской армии, действовавшим в Китае, а также по всей Юго-Восточной Азии в ходе продвижения Японии на юг. Состояла из 11 отделов. Дополнительно вела подрывную работу в Индии и Индонезии, способствуя антиколониальной борьбе местного населения против европейских колонизаторов. В частности, Tokumu kikan занималась подготовкой Индийской национальной армии Субхаса Чандры Боса, сражавшейся на стороне Японии против британских войск. В августе 1945 года Tokumu kikan была преобразована в Особую полицию. Расформирована по окончании Второй мировой войны вместе со всеми прочими японскими разведслужбами. Тем не менее в послевоенный период под руководством таких центральных фигур, как генерал-лейтенант Арисуэ Сейзо, во время войны являвшийся начальником армейской разведки, многие военнослужащие Tokumu kikan предприняли ряд новых разведывательных мероприятий — внутри Японии и в соседних странах — поскольку Япония стремилась справиться со своим поражением и оккупацией Японии американцами, восстановив свой разведывательный потенциал.

## Американские спецслужбы о деятельности Tokumu kikan
Отчет армии США о японских вооруженных силах за 1944 год:

Tokumu kikan (разведывательная служба). Считается, что это агентство подчиняется непосредственно Имперскому Генеральному штабу и состоит из подразделений, закрепленных за определенными армиями или географическими регионами. Предполагается, что основными его обязанностями являются шпионаж, контрразведка, пропаганда и деятельность пятой колонны, а также негласный надзор за оккупированными территориями. В 1942 году было объявлено, что организацией «Токуму Кикан» в Кантоне руководит генерал-майор. В случае необходимости, по-видимому, может действовать в тесном сотрудничестве с военной полицией, поскольку в обязанности последней входит контрразведка.
Оригинальный текст (англ.)  THE TOKUMU KIKAN (SPECIAL SERVICE AGENCY). This agency is believed to be directly under orders of the Imperial General Headquarters and organized into units which are assigned only to armies or geographic areas. Espionage, counterespionage, propaganda, and fifth column activities, together with a measure of undercover supervision over occupied territories, appear to be principal duties of personnel of this agency. A major general was declared to be in command of the Tokumu Kikan organization at Canton in 1942. Close cooperation between the Tokumu Kikan and military police apparently can be effected when required, inasmuch as counterespionage is included among the duties of the latter.